# Elenski but
Elenski but ou “perna-de-Elena” é o presunto típico da cidade de Elena, no norte da Bulgária. As pernas de porco são cobertas com sal e colocadas umas sobre as outras em barris, onde vão curar durante cerca de 40 dias, antes de serem penduradas a secar por cerca de um ano. Tradicionalmente, os barris eram guardados na mesma sala onde se cozinhava com lenha, permitindo que os presuntos apanhassem algum sabor e cheiro do fumo da cozinha. 